# Alfred Gustaf Ahlqvist
Alfred Gustaf Ahlqvist, född 17 juni 1838 i Runstens prästgård på Öland, död 26 mars 1881 i Växjö, var en svensk historiker. Han var son till Abraham Ahlqvist.

## Biografi
Ahlqvist blev filosofie magister i Uppsala 1863, docent i fäderneslandets historia 1864, lektor i Jönköping 1864 och i Växjö 1869. 1879 valdes han till ledamot av Vitterhets-, historie- och antikvitetsakademien.
Ahlqvists historiska studier handlar om äldre Vasatidens historia. När han 1868 hävdade att Erik XIV förgiftades på sin bror Johan III:s befallning väckte det en livlig polemik. På dödsbädden förordnade han att hans samlingar skulle överlämnas till Riksarkivet.